# Amenemhat II.
Nubkhaure Amenemhat II. bio je treći faraon Dvanaeste dinastije Drevnog Egipta. O njegovom životu i vladavini ne postoji mnogo podataka. Egiptom je vladao 35 godina, od 1929. pr. Kr. do 1895. pr. Kr., a bio je sin Senusreta I. i njegove glavne supruge, kraljice Nefru.  Ne zna se tko mu je bila supruga; iako se u posljednje vrijeme spominje mogućnost da je to bila izvjesna 'kraljeva supruga' Senet. Njegovo pred-ime, odnosno prijestolno ime, Nubkaure, nači "Zlatne su duše Rea."
Najvažniji spomenik njegove vladavine jesu fragmenti ljetopisnog kamena pronađenog u Memphisu, a kasnije korištenom u Novom kraljevstvu. On govori o događajima prve godine njegove vladavine, donacijama važnim hramovima, pohodu na Južnu Palestinu i uništenju dva grada. Također se spominju Nubija koji su mu došli platiti danak. Amenemhat II je također uspostavio suvladarstvo sa svojim sinom Senusretom II. u 33. godini vladavine, najvjerojatnije zbog duboke starosti i nastojanja da osigura nasljedstvo.
Njegova piramida je sagrađena u Dahshuru, ali se nije previše istraživala. Uz piramidu su pronađeni netaknuti grobovi nekoliko kraljevskih supruga koji su sadržavalu zlatni nakit.
Sastav kraljevog dvora nije dobro poznat. Senusret i Ameny su spomenuti kao veziri na početkui vladavine. Poznata su tri blagajnika: Rehuerdjersen, Merykau i Zaaset.  Nadzornik kapije Khentykhetywer je spomenut na steli koja govori o ekspediciji u Punt.

## Nasljedstvo
Amenemhat II. i njegov sin Senusret II. su dijelili kratko suvladarstvo, posljednje za koje postoje dokazi u historiji Srednjeg kraljevstva. Stela Hapu u Aswanu je datirana u treću godinu Senusreta II. i 35. godinu Amenemhata, što znači da je Senusret bio okrunjen u 33. godini očeve vladavine. Ime mladog kralja je navedeno prije imena starog kralja, što sugerira da se Senusret nametnuo kao vladar još prije očeve smrti, iako za to ne postoje drugi dokazi.

## Vanjske poveznice
- Amenemhat (II) Nubkaure (1914-1879/76 BCE) (engl.)